# Сацхениси
Сацхениси (груз. საცხენისი) — село в Грузии, на территории Гардабанского муниципалитета края (мхаре) Квемо-Картли.

## География
Село находится в юго-восточной части Грузии, на берегах реки Сацхенисисцкали, на расстоянии приблизительно 35 километров (по прямой) к северу от города Гардабани, административного центра муниципалитета. Абсолютная высота — 1001 метр над уровнем моря.

## Население
По результатам официальной переписи населения 2014 года в Сацхениси проживало 432 человека (212 мужчин и 220 женщин). В национальной структуре населения грузины составляли 99,5 %.
| Год  | Население, человек |
| ---- | ------------------ |
| 2002 | 565                |
| 2014 | ↘ 432              |